# 고다마 요시오

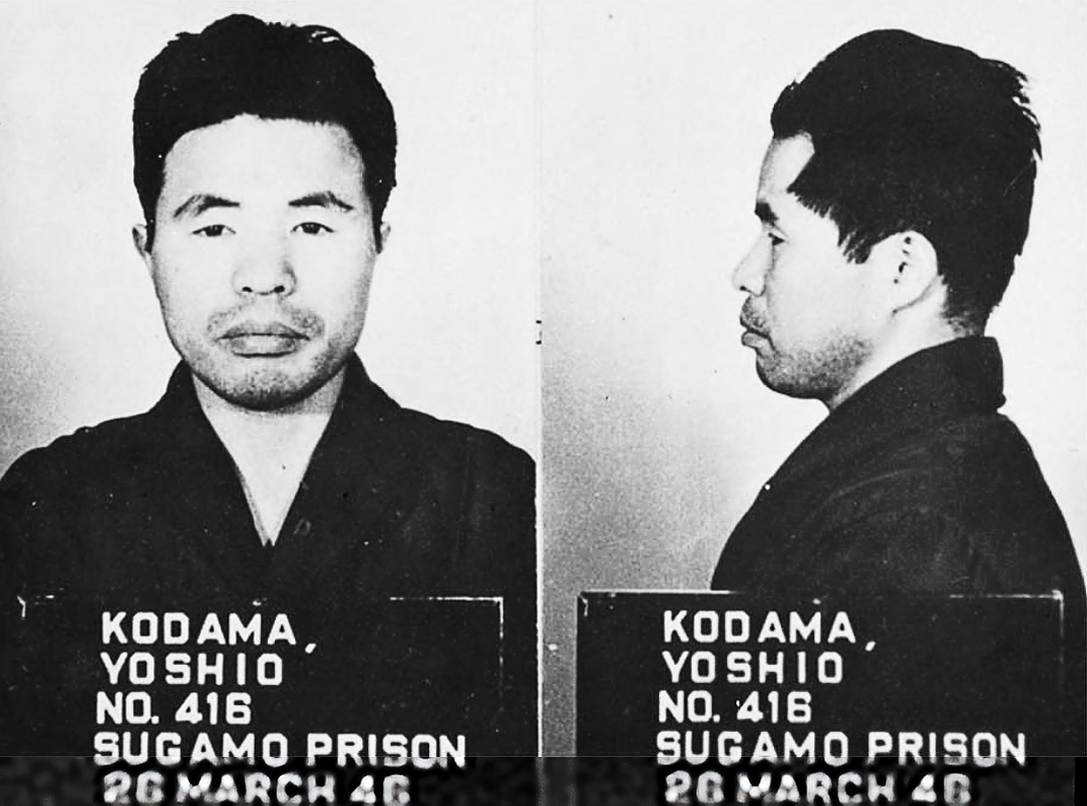
A급 전범으로 체포되었을 당시의 고다마 요시오.

고다마 요시오(일본어: 児玉 誉士夫, 1911년(메이지 44년) 2월 18일 ~ 1984년(쇼와 59년) 1월 17일)는 일본의 극우 운동가이자 조직폭력의 주요한 인물 중 하나이다. CIA 요원, 폭력조직 금정회(후의 도천회)의 고문이었으며 ‘정재계의 흑막’(政財界の黒幕), ‘해결사’(フィクサー, fixer), ‘우익의 거괴’(右翼の巨魁)로 불렸다. 1930년대부터 1970년대까지 밀수를 통해 축적한 부로 일본 정계와 조직폭력계에 영향을 미쳤다.

## 생애
1911년 2월 18일 후쿠시마현 니혼마쓰시에서 태어났다. 불우한 가정에서 생활하다가 1920년에 식민지기 조선으로 건너가 3년간 생활하며 경성산업전문학교를 졸업하고 귀국했다.
일본으로 돌아와 1929년 아카오 빈이 결성한 건국회(建国会)에 가담하였으며 쇼와 천황에게 직접 쓴 글을 올리는 직소 사건을 일으켜 6개월 간 복역했다. 그 후 초국가주의자로 쓰쿠이 다쓰오(津久井 龍雄)의 급진애국당(急進愛国党), 도야마 미쓰루의 현양사 등에서 활동했다.
만주에서 활동하다가 일본으로 돌아와 1931년 국회 삐라살포 사건, 이노우에 준노스케 협박 사건으로 투옥되어 1932년까지 복역했다. 석방 후 만주에서 국수주의 단체인 독립청년사(独立青年社)를 결성했다. 1934년 사이토 마코토 암살 기도로 3월 6개월 간 복역했다. 1937년 중일전쟁이 발발하자 해군 항공대에 물자를 납품하면서 일본에 협력하는 삼합회 조직을 구축하는 등 스파이 활동을 했다.
1946년에 A급 전범 용의자로 연합군에 체포되어 스가모 구치소에 수감되었다. 구치소에서 고다마는 사사카와 료이치, 기시 노부스케와 친분을 쌓았으며 일기를 집필했다. CIA에 협조하는 조건으로 1948년 12월 24일 석방되었다.

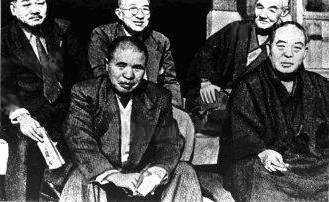
1953년 1월 하토야마 이치로, 미키 부키치 등과 회합하는 고다마의 사진. 1953년 《마이니치 신문》이 보도하였다.

1950년대에는 일본 미군정 참모제2국(소위 G2)과 야쿠자 조직을 중개하는 역할을 하며 유우바리 탄광 노조 탄압 등에 앞장서 폭력단으로서 세력을 키웠다. 이후 총리대신의 임용 등에도 간섭할 정도로 세력이 커졌으며, 1955년 자유당과 민주당의 대연정으로 성립한 자유민주당이 탄생할 때도 긴밀한 관계를 유지, 정치권의 흑막으로 군림했다. 1960년대에는 야쿠자들을 동원해 아이젠하워 방일을 반대하는 안보투쟁 투쟁원들을 와해시킬 음모를 꾸몄다.
또한 한국 대통령 박정희와도 만주 시절 인맥을 쌓아 1965년 한일 국교 정상화 때도 세지마 류조와 함께 적극적 역할을 맡았다.
이렇게 뒷세계의 큰손으로 군림하던 고다마는 마침내 록히드 사건으로 인해 탈세 및 외환법 위반으로 기소당했고, 1984년에 자신이 CIA 공작원이었음을 고백한 뒤 발작으로 사망했다.

## 같이 보기
- 흑막
- 사사카와 료이치
- 기시 노부스케
- 록히드 사건